# Anoplodonta fratella
Anoplodonta fratella är en tvåvingeart som först beskrevs av Samuel Wendell Williston  1900.  Anoplodonta fratella ingår i släktet Anoplodonta och familjen vapenflugor. Inga underarter finns listade i Catalogue of Life.